# Superammasso dell'Idra-Centauro
Il Superammasso dell'Idra-Centauro (SCl 128) (chiamato anche Superammasso dell'Idra e del Centauro) è il superammasso di galassie più vicino al Superammasso della Vergine in cui giace la Via Lattea.

Esso è convenzionalmente suddiviso in due regioni disposte, rispettivamente, nella costellazione dell'Idra ed in quella del Centauro.

## Caratteristiche
Il corpo centrale del superammasso comprende quattro massicci gruppi di galassie nella regione del Centauro:
- Ammasso del Centauro (Abell 3526)
- Abell 3565,
- Abell 3574,
- Abell 3581

più altri tre nella costellazione dell'Idra
- Ammasso dell'Idra (Abell 1060),
- Ammasso del Regolo (Abell 3627),
- Ammasso della Macchina Pneumatica.

Lontano da queste regioni più densamente popolate, che si trovano fra i 150 ed i 200 milioni di anni luce di distanza dalla Terra, molti gruppi di galassie minori fanno comunque parte della stessa struttura.
In prossimità di questo superammasso si trova il Grande Attrattore, dominato dall'Ammasso del Regolo (Abell 3627). Questo massiccio ammasso di galassie esercita una intensa forza gravitazionale che attrae tutta la materia nel raggio di 50 Mpc imprimendole un flusso di 600 km/s in direzione dell'Ammasso del Regolo.
Nel 2014 è stata annunciata la scoperta di Laniakea, un'immensa struttura di cui il superammasso dell'Idra-Centauro è un componente.

## Ammassi e gruppi di galassie del Superammasso dell'Idra-Centauro
| Nome               | R.A. (J2000)  | Dec (J2000)  | Numero galassie | Redshift (z) | Distanza (milioni di anni luce) | Nomi alternativi              |
| ------------------ | ------------- | ------------ | --------------- | ------------ | ------------------------------- | ----------------------------- |
| Ammasso dell'Idra  | 10h 36m 41.8s | -27° 31′ 28″ | 50              | 0,0126       | 182                             | Abell 1060, MCXC J1036.6-2731 |
| Ammasso del Regolo | 16h 14m 22.5s | -60° 52′ 07″ | 59              | 0,0157       | 212                             | Abell 3627, CIZA J1614.3-6052 |

| Nome       | R.A. (J2000)  | Dec (J2000)  | Numero galassie | Redshift (z) | Distanza (milioni di anni luce) | Nomi alternativi                        |
| ---------- | ------------- | ------------ | --------------- | ------------ | ------------------------------- | --------------------------------------- |
| Abell 3526 | 12h 48m 47.9s | -41° 18′ 28″ | 33              | 0,0114       | 164                             | Ammasso del Centauro, MCXC J1248.7-4118 |
| Abell 3565 | 13h 36m 38.8s | -33° 57′ 30″ | 64              | 0,0123       | 175                             | MCXC J1336.6-3357, BAX 204.1661-33.9714 |
| Abell 3574 | 13h 49m 19.3s | -30° 18′ 34″ | 31              | 0,0160       | 224                             | MCXC J1349.3-3018, BAX 207.2890-30.2982 |
| Abell 3581 | 14h 07m 28.1s | -27° 00′ 55″ | 42              | 0,0230       | 314                             | MCXC J1407.4-2700, BAX 211.8740-27.0179 |

| Nome                              | R.A. (J2000)  | Dec (J2000)  | Numero galassie | Redshift (z) | Distanza (milioni di anni luce) | Nomi alternativi                         |
| --------------------------------- | ------------- | ------------ | --------------- | ------------ | ------------------------------- | ---------------------------------------- |
| Gruppo di NGC 3054                | 09h 58m 07.5s | -27° 14′ 49″ | 9               | 0,0007463    | 104                             | LGG 185                                  |
| Gruppo di NGC 3087                | 09h 55m 10.0s | -32° 55′ 15″ |                 | 0,009256     | 129                             | [TSK2008] 495                            |
| Gruppo di NGC 3250                | 10h 29m 06.1s | -40° 21′ 31″ | 9               | 0,008246     | 115                             | LGG 199                                  |
| Gruppo di NGC 3256                | 10h 28m 33.2s | -44° 14′ 37″ | 10              | 0,008499     | 126                             | KLEMOLA 12                               |
| Ammasso della Macchina Pneumatica | 10h 30m 03.5s | 35° 19′ 24″  | 30              | 0,00933      | 138                             | Abell S636, Antlia Group, Antlia Cluster |
| Gruppo di NGC 3263                | 10h 32m 08.2s | -43° 54′ 22″ | 3               | 0,008993     | 126                             | LGG 204                                  |
| Gruppo di NGC 3347                | 10h 42m 31.9s | -36° 46′ 24″ | 6               | 0,009763     | 144                             | LGG 213                                  |
| Gruppo di NGC 3393                | 10h 52m 52.0s | -25° 04′ 54″ | 6               | 0,011713     | 163                             | LGG 223                                  |
| Gruppo di NGC 3557                | 11h 10m 07.8s | -37° 24′ 08″ | 11              | 0,010007     | 147                             | LGG 229                                  |

| Nome                   | R.A. (J2000)  | Dec (J2000)  | Numero galassie | Redshift (z) | Distanza (milioni di anni luce) | Nomi alternativi        |
| ---------------------- | ------------- | ------------ | --------------- | ------------ | ------------------------------- | ----------------------- |
| Gruppo di ESO 320-26   | 12h 50m 04.8s | -42° 17′ 17″ |                 | 0,011116     | 155                             | [CHM2007] LDC 916       |
| Gruppo di NGC 4304     | 12h 19m 55.2s | -34° 56′ 00″ | 7               | 0,008509     | 119                             | LGG 280                 |
| Gruppo di NGC 4373     | 12h 25m 17.8s | -39° 45′ 35″ | 21              | 0,011136     | 155                             | [FWB89] GrG 35          |
| AM 1222-392            | 12h 25m 14.0s | -39° 46′ 02″ | 2               | 0,0144       | 200                             | RR 216                  |
| Gruppo di ESO 507-25   | 12h 51m 28.9s | -26° 27′ 18″ | 7               | 0,010867     | 158                             | AM 1248-261, Abell S714 |
| Gruppo di ESO 443-24   | 13h 01m 19.9s | -31° 48′ 26″ | 5               | 0,016443     | 228                             | LGG 324                 |
| Gruppo di NGC 4936     | 13h 04m 36.0s | -30° 16′ 31″ | 16              | 0,0117       | 159                             | LGG 328                 |
| Gruppo di ESO 508-19   | 13h 11m 10.8s | -23° 35′ 18″ |                 | 0,009443     | 139                             | [TSK2008] 73            |
| Gruppo di NGC 5011 (*) | 13h 14m 42.6s | -43° 08′ 38″ | 19              | 0,01034      | 149                             | LGG 339                 |
| Gruppo di NGC 5044     | 13h 14m 22.7s | -16° 32′ 04″ | 52              | 0,008209     | 123                             | LGG 338                 |
| Gruppo di NGC 5064     | 13h 19m 39.6s | -47° 28′ 36″ | 9               | 0,009175     | 128                             | LGG 342                 |
| Gruppo di NGC 5090 (*) | 13h 23m 00.0s | -43° 00′ 00″ |                 | 0,012851     | 179                             | [FWB89] GrG 65          |
| Gruppo di NGC 5053     | 13h 25m 50.5s | -29° 44′ 52″ |                 | 0,013859     | 193                             | [CHM2007] HDC 788       |
| Gruppo di NGC 5419     | 14h 03m 40.5s | -33° 39′ 23″ | 14              | 0,01380      | 194                             | LGG 369                 |

(*) In SIMBAD (Set of Identifications, Measurements, and Bibliography for Astronomical Data) NGC 5011/5090 Group risulta suddiviso in 2 gruppi distinti, mentre in (NED NASA/IPAC EXTRAGALACTIC DATABASE) coincidono nello stesso gruppo.